# Hay-Pauncefote-Vertrag
Der Hay-Pauncefote-Vertrag über den Bau und die Verwaltung des Panama-Kanals wurde am 18. November 1901 von den  USA und Großbritannien unterzeichnet. Der Vertrag wurde ursprünglich bereits am 8. Februar 1900 ausgehandelt, jedoch zunächst vom Senat der USA abgelehnt und durch einen neuen ersetzt.
Im Vorfeld des Vertrags hatte der US-Senat seinen Druck auf den Präsidenten William McKinley erhöht, dass die USA einen Vertrag abschließen sollten, um den Clayton-Bulwer-Vertrag nichtig zu machen. Die britische Regierung war vor dem Hintergrund des Zweiten Burenkrieges bereit, auf die Vorrechte in Mittelamerika zu verzichten.
Der Vertrag, der durch den US-amerikanischen Außenminister, John Hay, und den britischen Botschafter in den USA, Lord Pauncefote, ausgehandelt wurde, beinhaltete den Verzicht Großbritanniens an allen Rechten bezüglich Bau und Verwaltung des geplanten Kanals, sodass die Verantwortung hierfür ganz auf die USA überging; damit wurden die Regelungen des Clayton-Bulwer-Vertrages von 1850 für nichtig erklärt, die noch von einer Internationalisierung des Kanals ausgegangen waren.
Durch den Hay-Pauncefote-Vertrag stabilisierten sich die britisch-amerikanischen Beziehungen aus, da London Washington die Vorherrschaft über die Westindischen Inseln friedlich übergab.
Der Vertrag erleichterte es der US-Regierung, politisch in Panama die Initiative zu ergreifen, wo auf US-amerikanisches Betreiben hin eine Sezessionsbewegung gegen Kolumbien erstarkte, die zur Unabhängigkeit Panamas von Kolumbien 1903 führte, das daraufhin den USA die Errichtung der Panamakanalzone einräumte.